# Земское (Ленинградская область)
Земское — деревня в Алёховщинском сельском поселении Лодейнопольского района Ленинградской области.

## История
Деревня Ларьянов Остров упоминается на карте Санкт-Петербургской губернии Ф. Ф. Шуберта 1834 года.

ЛАРЬЯНОВ Остров — деревня принадлежит надворному советнику Ансентову, число жителей по ревизии: 8 м. п., 10 ж. п. (1838 год)

ЛАРЬЯНОВ Остров она же ЗЕМСКАЯ — деревня Ведомства государственного имущества и наследников титулярного советника Илимова, по просёлочной дороге, число дворов — 14, число душ — 25 м. п. (1856 год)

ЛАРЬЯНОВ Остров (ЗЕМСКО) — деревня казённая и владельческая при Борисовском острове, число дворов — 10, число жителей: 32 м. п., 37 ж. п. (1862 год)

В 1885—1886 годах временнообязанные крестьяне деревни выкупили свои земельные наделы у Е. И. Илимова и стали собственниками земли.
В конце XIX — начале XX века деревня административно относилась к Суббочинской волости 3-го стана Новоладожского уезда Санкт-Петербургской губернии.
По данным «Памятной книжки Санкт-Петербургской губернии» за 1905 год деревня Земское входила в Мергинское сельское общество.
Согласно карте Ленинградской области Северо-западного аэрогеодезического треста ГГУ издания 1932 года деревня насчитывала 9 крестьянских дворов.
По данным 1933 года деревня Земское входила в состав Мергинского сельсовета Оятского района.

Деревня Земское на карте РККА 1940 года

На топографической карте РККА 1940 года Земское обозначено как безымянная деревня к юго-западу от деревни Полянка.
По данным 1966, 1973 и 1990 годов деревня Земское входила в состав Яровщинского сельсовета.
В 1997 году в деревне Земское Яровщинской волости проживали 4 человека, в 2002 году — 1 человек (русский).
В 2007 году в деревне Земское Алёховщинского СП проживали 3 человека, в 2010 году — 2, в 2014 году — 6 человек.

## География
Деревня расположена в западной части района близ левого берега реки Оять, к северу от автодороги 41К-016 (Станция Оять — Плотично).
Расстояние до административного центра поселения — 26 км.
Расстояние до железнодорожной станции Лодейное Поле — 49 км.

## Демография
| 1838 | 1862 | 1997 | 2007 | 2010 | 2014 | 2015 |
| ---- | ---- | ---- | ---- | ---- | ---- | ---- |
| 18   | ↗69  | ↘4   | ↘3   | ↘2   | ↗6   | ↗7   |
| 2016 | 2017 |      |      |      |      |      |
| →7   | →7   |      |      |      |      |      |

### Национальный состав
Согласно данным Всероссийской переписи населения 2021 года в деревне проживали 3 человека,  все русские.

## Инфраструктура
На 1 января 2014 года в деревне было зарегистрировано: хозяйств — 2, частных жилых домов — 4.
На 1 января 2015 года в деревне зарегистрировано: хозяйств — 2, жителей — 7.